# Sístole

El cicle cardíac en el punt d'inici d'una sístole o contracció ventricular: 1) sang recent oxigenada (fletxa vermella) al ventricle esquerre comença a polsar a través de la vàlvula aòrtica per subministrar tots els sistemes corporals; 2) la sang esgotada d'oxigen (fletxa blava) al ventricle dret comença a polsar a través de la vàlvula pulmonar (pulmonar) en camí cap als pulmons per a la reoxigenació.

La sístole és una fase del cicle cardíac on el miocardi s'està contraient en una conducta coordinada en resposta a un estímul elèctric endogen, generant una pressió dins de les cambres del cor que origina el flux de sang. Les mesures experimentals i clíniques de contracció sistòlica es basen normalment en la fracció d'expulsió i sortida cardíaca. Les quatre cambres d'un cor humà sofreixen sístoles i diàstoles d'una manera cronometrada, propulsant la sang amb suficient força perquè circuli a través del sistema cardiovascular. Després de la contracció muscular el teixit cardíac es relaxa i dona pas a la diàstole, auricular i ventricular.

## Descripció
El cor dels mamífers té quatre cambres: l'aurícula esquerra per sobre del ventricle esquerre (rosa més clar, vegeu gràfic), les dues que estan connectades a través de la vàlvula mitral (o bicúspide) ; i l'aurícula dreta per sobre del ventricle dret (blau més clar), connectat a través de la vàlvula tricúspide. Les aurícules són les cambres sanguínies receptores per a la circulació de la sang i els ventricles són les cambres de descàrrega.
Quan, en la diàstole ventricular tardana, les cambres auriculars es contrauen, envien sang a les cambres més grans i inferiors del ventricle. Quan s'ha completat el flux normal, els ventricles s'omplen i les vàlvules de les aurícules es tanquen. Els ventricles ara realitzen la sístole de manera isovolumètrica, que és la contracció mentre totes les vàlvules estan tancades, acabant amb la primera etapa de la sístole. La segona etapa continua immediatament, bombejant sang oxigenada des del ventricle esquerre a través de la vàlvula aòrtica i l'aorta a tots els sistemes corporals, i simultàniament bombejant sang pobre en oxigen des del ventricle dret a través de la vàlvula pulmonar i l'artèria pulmonar fins als pulmons. Així, els parells de cambres (aurícules superiors i ventricles inferiors) es contrauen en seqüència alternant entre si. En primer lloc, la contracció auricular alimenta sang als ventricles, després la contracció ventricular bombeja la sang fora del cor cap als sistemes corporals, inclosos els pulmons per a la realimentació d'oxigen.

## Tipus

El cicle cardíac al començament de la sístole auricular: els ventricles esquerre (vermell) i dret (blau) comencen a omplir-se durant la diàstole ventricular. Aleshores, després de traçar l'ona P de l'ECG, les dues aurícules comencen a contraure's (sístole), impulsant sang sota pressió als ventricles.

### Sístole auricular
La sístole auricular és la contracció del teixit cardíac auricular. Aquesta contracció produeix un augment de la pressió en la cavitat cardíaca auricular, amb la consegüent ejecció del volum sanguini contingut en ella. La contracció de les aurícules fa passar la sang als ventricles a través de les  vàlvules aurículo-ventriculars que impedeixen que la sang es torni a les aurícules
La sístole auricular es produeix al final de la diàstole ventricular i representa la contracció del miocardi de l'aurícula esquerra i dreta. La forta disminució de la pressió ventricular que es produeix durant la diàstole ventricular permet que les vàlvules auriculoventriculars (o mitrals i tricúspides) s'obrin i fa que el contingut de les aurícules es buidi als ventricles. Les vàlvules auriculoventriculars romanen obertes mentre que les vàlvules aòrtica i pulmonar romanen tancades perquè el gradient de pressió entre l'aurícula i el ventricle es conserva durant la diàstole ventricular tardana. La contracció auricular confereix una fracció menor a l'ompliment ventricular, però esdevé significativa en la hipertròfia ventricular esquerra o en l'engrossiment de la paret cardíaca, ja que el ventricle no es relaxa completament durant la seva diàstole. La pèrdua de la conducció elèctrica normal al cor, com es veu durant la fibril·lació auricular, el aleteig auricular i el bloqueig cardíac complet, pot eliminar la sístole auricular completament.
La contracció de les aurícules segueix la despolarització, representada per l'ona P de l'ECG. A mesura que ambdues cambres auriculars es contrauen, des de la regió superior de les aurícules cap al septe auriculoventricular, la pressió augmenta dins de les aurícules i la sang es bombeja als ventricles a través de les vàlvules auriculoventriculars obertes. Al començament de la sístole auricular, durant la diàstole ventricular, els ventricles s'omplen normalment al voltant del 70-80 per cent de la capacitat per l'entrada de les aurícules. La contracció auricular també anomenada "puntada auricular" contribueix al 20-30% restant de l'ompliment ventricular. La sístole auricular dura aproximadament 100 ms i acaba abans de la sístole ventricular, ja que el múscul auricular torna a la diàstole.

### Fibril·lació auricular
La fibril·lació auricular representa una malaltia elèctrica comuna al cor que apareix durant l'interval de temps de la sístole auricular (vegeu la figura al marge dret). La teoria suggereix que un focus ectòpic, normalment situat dins dels troncs pulmonars, competeix amb el node sinoauricular per al control elèctric de les cambres auriculars i, per tant, disminueix el rendiment del miocardi auricular o múscul cardíac auricular. El control ordenat i sinoauricular de l'activitat elèctrica auricular s'interromp, provocant la pèrdua de la generació coordinada de pressió a les dues cambres auriculars. La fibril·lació auricular representa una massa auricular desordenada elèctricament però ben perfusa que treballa (de manera no coordinada) amb una sístole ventricular (comparativament) saludable.
La càrrega compromesa causada per la fibril·lació auricular disminueix el rendiment general del cor, però els ventricles continuen funcionant com una bomba eficaç. Donada aquesta patologia, la fracció d'ejecció pot deteriorar-se entre un deu i un trenta per cent. La fibril·lació auricular no corregida pot provocar que la freqüència cardíaca s'aproximi als 200 batecs per minut (bpm). Si aquesta velocitat es pot reduir a un rang normal, per exemple, uns 80 bpm, el temps d'ompliment més llarg resultant dins del cicle cardíac restaura o millora la capacitat de bombeig del cor. La respiració difícil, per exemple, d'individus amb fibril·lació auricular incontrolada, sovint es pot tornar a la normalitat mitjançant cardioversió (elèctrica o mèdica).

### Sístole ventricular
La sístole ventricular és la contracció del teixit muscular cardíac ventricular. Aquesta contracció provoca un augment de pressió a l'interior dels ventricles i la consegüent ejecció de sang que contenen. S'impedeix que la sang torni a les aurícules mitjançant l'augment de pressió, que tanca les  vàlvules tricúspide i bicúspide. La sang es impulsada cap a les artèries  pulmonars (cap als  pulmons) i l'aorta (i les artèries de la resta del cos). Aquestes també tenen les anomenades vàlvules  sigmoidees, que eviten el reflux de la sang.

### Sístole ventricular i diagrama de Wiggers

Un diagrama de Wiggers, que mostra diversos esdeveniments durant la sístole (aquí es mostra principalment com a sístole ventricular o contracció ventricular). L'interval molt curt (uns 0,03 segons) de contracció isovolumètrica o de volum fix comença (vegeu la part superior esquerra) al pic R del complex QRS a la línia gràfica de l'electrocardiograma. + La fase d'ejecció comença immediatament després de la contracció isovolumètrica: el volum ventricular (línia gràfica vermella) comença a disminuir a mesura que la pressió ventricular (línia gràfica blau clar) continua augmentant; aleshores la pressió baixa a mesura que entra en la diàstole.

Un diagrama de Wiggers de la sístole ventricular representa gràficament la seqüència de contraccions del miocardi dels dos ventricles. La sístole ventricular indueix l'autocontracció de manera que la pressió tant als ventricles esquerre com dret s'eleva a un nivell superior al de les dues cambres auriculars, tancant així les vàlvules tricúspides i mitrals, a les quals les cordes tendinoses i els músculs papil·lars impedeixen la inversió. Ara la pressió ventricular continua augmentant en fase de contracció isovolumètrica o de volum fix fins a la pressió màxima (dP/dt = 0), que fa que les vàlvules pulmonar i aòrtica s'obrin en fase d'ejecció. En la fase d'ejecció, la sang flueix des dels dos ventricles pel seu gradient de pressió, és a dir, "avall" de la pressió més alta a la pressió més baixa, cap a (i a través) l'aorta i el tronc pulmonar, respectivament. En particular, la perfusió del múscul cardíac a través dels vasos coronaris del cor no es produeix durant la sístole ventricular; més aviat, es produeix durant la diàstole ventricular.

### Sístoles ventriculars dreta i esquerra
La vàlvula pulmonar (o pulmonar) del ventricle dret s'obre al tronc pulmonar, també conegut com l'artèria pulmonar, que es divideix dues vegades per connectar-se amb cadascun dels pulmons esquerre i dret. Al ventricle esquerre, la vàlvula aòrtica s'obre a l'aorta que es divideix i torna a dividir en les diverses artèries branques que connecten amb tots els òrgans i sistemes del cos excepte els pulmons.
Per les seves contraccions, la sístole del ventricular dret (VD) impulsa la sang esgotada d'oxigen a través de la vàlvula pulmonar a través de les artèries pulmonars fins als pulmons, proporcionant circulació pulmonar ; simultàniament, la sístole del ventricular esquerre (LV) bombeja sang a través de la vàlvula aòrtica, l'aorta i totes les artèries per proporcionar circulació sistèmica de sang oxigenada a tots els sistemes corporals. La sístole ventricular esquerre permet mesurar rutinàriament la pressió arterial a les artèries més grans del ventricle esquerre del cor.

### Sístole elèctrica

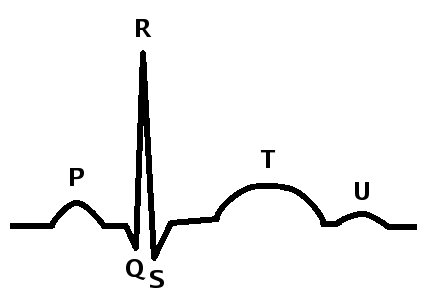
Les parts d'un complex QRS. La sístole Ventricular comença a Q-R-S, la sístole Atrial comença a P

La sístole elèctrica s'inicia amb una descàrrega del sistema simpàtic a partir del node sinusal, que es tramet fins al cor a través del feix de His amb les seves branques dreta i esquerra. El node sinoauricular (node SA) és el marcapassos natural del cor, que emet senyals elèctrics que viatja a través del múscul cardíac, fent-lo contraure repetidament durant el cicle. Es troba a la part superior de l'aurícula dreta adjacent a la unió amb la vena cava superior. El node SA és una estructura de color groc pàl·lid. Per als humans, és d'aproximadament 25 mm de llarg, 3–4 mm d'ample i 2 mm de gruix. Conté dos tipus de cèl·lules: (a) les cèl·lules P petites i rodones que tenen molt pocs orgànuls i miofibril·les, i (b ) les esveltes cèl·lules de transició allargades, que tenen un aspecte intermedi entre les cèl·lules P i les cèl·lules del miocardi ordinàries. Intacte, el node SA proporciona una descàrrega elèctrica contínua coneguda com a ritme sinusal a través de la massa auricular, els senyals de la qual després s'uneixen al node auriculoventricular, allà per organitzar-se per proporcionar un pols elèctric rítmic dins i a través dels ventricles a través de sodi i potassi. o canals iònics controlats pel calci.

### Sístole mecànica
La sístole mecànica és la causant del pols arterial. El pols es pot palpar fàcilment a molts punts del cos i representa un mètode tàctil (i a vegades visual) universalment acceptat per a observar el màxim sistòlic de pressió arterial. La sístole elèctrica obre canals de sodi, potassi i calci dependents de voltatge a les cèl·lules del teixit del miocardi. Posteriorment, un augment del calci intracel·lular desencadena la interacció de l'actina i la miosina en presència d'ATP que genera força mecànica a les cèl·lules en forma de contracció muscular, o sístole mecànica. Les contraccions generen pressió intraventricular, que s'incrementa fins a superar les pressions residuals externes en els troncs adjacents tant de l'artèria pulmonar com de l'aorta ; aquesta etapa, al seu torn, fa que s'obrin les vàlvules pulmonar i aòrtica. Aleshores, la sang s'expulsa dels dos ventricles, polsant tant als sistemes de circulació pulmonar com aòrtica.
Les forces mecàniques activades per la sístole elèctrica generen el moviment de la massa de músculs al voltant d'uns eixos llargs i curts. Se sap que la massa gira en el sentit de les agulles del rellotge durant la sístole sobre l'eix llarg, un procés conegut com "wringing" dels ventricles.

## Mecanisme fisiològic
La sístole del cor s'inicia per cèl·lules elèctricament excitables situades al node sinoauricular. Aquestes cèl·lules s'activen espontàniament mitjançant la despolarització del potencial elèctric a través de les seves membranes cel·lulars, la qual cosa fa que els canals de calci dependents del voltatge de la membrana cel·lular s'obrin i permetin que els ions de calci passin al sarcoplasma (citoplasma) de les cèl·lules musculars cardíaques. Els ions de calci s'uneixen als receptors moleculars del reticle sarcoplasmàtic (vegeu el gràfic), la qual cosa provoca un flux d'ions de calci cap al sarcoplasma.
Els ions de calci s'uneixen a la troponina C, provocant un canvi conformacional (és a dir, estructural) en el complex de proteïnes troponina-tropomiosina, provocant que els llocs (d'unió) del cap de miosina a les proteïnes filamentoses de l'actina F quedin exposats, la qual cosa fa que es produeixi la contracció muscular. El potencial d'acció cardíac s'estén distalment (o cap a l'exterior) a les petites branques de l'arbre de Purkinje mitjançant el flux de cations a través d'unions buits que connecten els sarcoplasmes dels miòcits adjacents.
L'activitat elèctrica de la sístole ventricular està coordinada pel node auriculoventricular, que és una col·lecció discreta de cèl·lules que rep estimulació elèctrica de l'aurícula esquerra i dreta i pot proporcionar una activitat intrínseca (encara que més lenta) del marcapassos cardíac. El potencial d'acció cardíac es propaga per vies elèctriques a través del paquet de His fins a les fibres de Purkinje ; aquest flux elèctric provoca una despolarització coordinada i un acoblament excitació-contracció des de l'àpex del cor fins a les arrels dels grans vasos.

## Notació clínica
Quan s'indica la pressió arterial amb finalitats mèdiques, normalment s'escriu amb les pressions sistòlica i diastòlica separades per una barra, per exemple, 120/80 mmHg. Aquesta notació clínica no és una xifra matemàtica per a una fracció o una raó, ni una representació d'un numerador sobre un denominador. Més aviat, és una notació mèdica que mostra les dues pressions clínicament significatives implicades (sístole seguida de diàstole). Sovint es mostra seguit d'un tercer nombre, el valor de la freqüència cardíaca (en batecs per minut), que normalment es mesura conjuntament amb les lectures de la pressió arterial.